# Omar Bogle
Omar Hanif Bogle (Birmingham, 26 juli 1992) is een Engels voetballer van Ghanese afkomst die als aanvaller speelt.

## Carrière
Omar Bogle speelde in de jeugd van West Bromwich Albion FC en Birmingham City FC en Celtic FC. Van 2011 tot 2016 speelde hij voor Hinckley United FC, Solihull Moors FC en Grimsby Town FC in de hogere amateurdivisies van Engeland. Hij blonk hier uit met veel doelpunten, wat hem in het seizoen 2014/15 de topscorer van de Conference North maakte. In 2016 promoveerde hij met Grimsby Town naar het betaald voetbal, naar de League Two. Hier bleef hij doorgaan met scoren, wat hem een transfer naar Championshipclub Wigan Athletic FC opleverde. Hier speelde hij slechts een half seizoen, omdat hij na de degradatie van Wigan naar de League One aan het op een niveau hoger actieve Cardiff City FC verkocht werd. In Wales werd hij nooit een vaste waarde in het elftal, en zodoende werd hij achtereenvolgens aan Peterborough United FC, Birmingham City FC, Portsmouth FC en ADO Den Haag verhuurd. Bij ADO scoorde hij eenmaal in vijf eredivisiewedstrijden, in de met 2-2 gelijkgespeelde uitwedstrijd tegen sc Heerenveen op 22 februari 2020. Medio 2020 werd zijn aflopende contract bij Cardiff niet verlengd. In oktober 2020 ging hij naar Charlton Athletic, waar hij een half jaar speelde. In het seizoen 2021/22 speelde hij voor Doncaster Rovers FC.

### Statistieken
| Seizoen                                                            | Club                     | Land           | Competitie       | Competitie | Competitie | Beker | Beker | Overig* | Overig* | Totaal | Totaal |
| Seizoen                                                            | Club                     | Land           | Competitie       | Wed.       | Dlp.       | Wed.  | Dlp.  | Wed.    | Dlp.    | Wed.   | Dlp.   |
| ------------------------------------------------------------------ | ------------------------ | -------------- | ---------------- | ---------- | ---------- | ----- | ----- | ------- | ------- | ------ | ------ |
| 2011/12                                                            | Hinckley United FC       | Engeland       | Conference North | 8          | 3          | 0     | 0     | 0       | 0       | 8      | 3      |
| 2012/13                                                            | Solihull Moors FC        | Engeland       | Conference North | 41         | 15         | 0     | 0     | 3       | 3       | 44     | 18     |
| 2013/14                                                            | Solihull Moors FC        | Engeland       | Conference North | 29         | 18         | 1     | 1     | 0       | 0       | 30     | 19     |
| 2014/15                                                            | Solihull Moors FC        | Engeland       | Conference North | 41         | 29         | 0     | 0     | 1       | 0       | 42     | 29     |
| 2015/16                                                            | Grimsby Town FC          | Engeland       | National League  | 41         | 13         | 4     | 1     | 8       | 5       | 53     | 19     |
| 2016/17                                                            | Grimsby Town FC          | Engeland       | League Two       | 27         | 19         | 1     | 0     | 2       | 0       | 30     | 19     |
| 2016/17                                                            | Wigan Athletic FC        | Engeland       | Championship     | 14         | 3          | 0     | 0     | 0       | 0       | 14     | 3      |
| 2017/18                                                            | Cardiff City FC          | Wales          | Championship     | 10         | 3          | 1     | 0     | 1       | 0       | 12     | 3      |
| 2017/18                                                            | → Peterborough United FC | Engeland       | League One       | 9          | 1          | 0     | 0     | 0       | 0       | 9      | 1      |
| 2018/19                                                            | → Birmingham City FC     | Engeland       | Championship     | 15         | 1          | 0     | 0     | 1       | 0       | 16     | 1      |
| 2018/19                                                            | → Portsmouth FC          | Engeland       | League One       | 12         | 4          | 0     | 0     | 2       | 0       | 14     | 4      |
| 2019/20                                                            | Cardiff City FC          | Wales          | Championship     | 11         | 1          | 0     | 0     | 1       | 0       | 12     | 1      |
| 2019/20                                                            | → ADO Den Haag           | Nederland      | Eredivisie       | 5          | 1          | 0     | 0     | –       | –       | 5      | 1      |
| 2020/21                                                            | Charlton Athletic FC     | Engeland       | League One       | 17         | 2          | 0     | 0     | 0       | 0       | 17     | 2      |
| 2020/21                                                            | Doncaster Rovers FC      | Engeland       | League One       | 0          | 0          | 0     | 0     | 0       | 0       | 0      | 0      |
| Carrièretotaal                                                     | Carrièretotaal           | Carrièretotaal | Carrièretotaal   | 280        | 113        | 7     | 2     | 19      | 8       | 306    | 123    |
| *Bevat wedstrijden uit play-offs, EFL Cup, FA Trophy en EFL Trophy |                          |                |                  |            |            |       |       |         |         |        |        |
| Bijgewerkt op 4 februari 2021                                      |                          |                |                  |            |            |       |       |         |         |        |        |